# エニス・エスマー

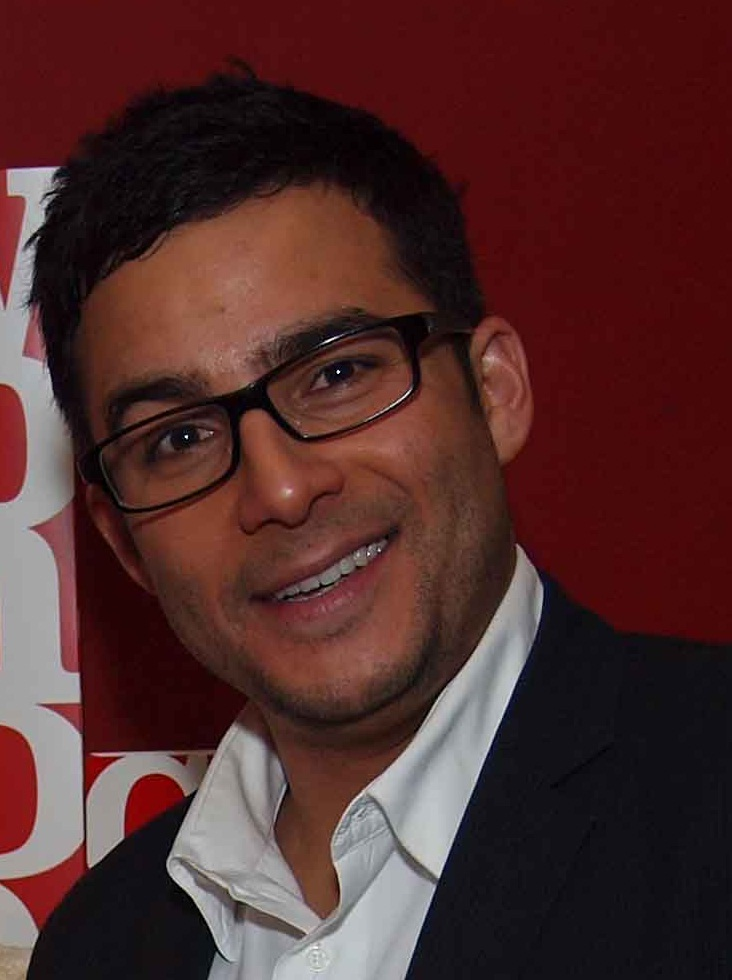
エニス・エスマー

エニス・エスマー（Ennis Esmer, トルコ語：エニス・エスメル、1978年12月29日 - ）は、カナダの俳優。

## 経歴
トルコのアンカラ出身。3歳の時にカナダのトロントへ移住。ヨーク大学で演劇を学び、多数のドラマや映画、テレビの司会などで活躍中。

## 出演作品

### 映画
- もしも君に恋したら。 The F Word (2013) - オスマン・ベイ役

### テレビドラマ
- ザ・リスナー 心を読む青い瞳（オスマン・"オズ"・ベイ）
- ブラインドスポット タトゥーの女（リッチ・ドットコム）